# شر ۲۵
شر ۲۵ (به اسپانیایی: Sher 25) ستاره‌ای در صورت فلکی شاه تخته است. فاصلهٔ این ستاره با زمین حدود ۲۰٬۰۰۰ سال نوری می‌باشد.